# Gerhard Sommer
Gerhard Sommer (Amburgo, 24 giugno 1921 – Amburgo, 22 febbraio 2017) è stato un militare tedesco, tra i responsabili dell'eccidio di Sant'Anna di Stazzema del 12 agosto 1944, nel quale vennero trucidati 560 civili italiani.

## Biografia
Sommer nacque ad Amburgo nel 1921. Nel luglio del 1933, all'età di 12 anni, divenne membro della Gioventù hitleriana, raggiungendo il grado di Jungzugführer all'interno della Deutsche Jungvolk, la sezione composta dai ragazzi tra i 10 e i 14 anni. Il 1º settembre 1939, all'età di 18 anni, aderì al Partito Nazionalsocialista Tedesco dei Lavoratori e in ottobre si arruolò nelle Waffen-SS.
Come membro della 1ª Divisione Panzer SS "Leibstandarte SS Adolf Hitler", Sommer combatté nei Balcani e in Ucraina. Venne ferito due volte e insignito della Croce di Ferro di seconda classe. Nel 1943 Sommer fece domanda per il grado di SS-Reserveführer. Dopo l'addestramento a Proschnitz, il 30 gennaio 1944 fu promosso al grado di SS-Untersturmführer. Prestò servizio come Zugführer e successivamente come Kompanieführer nella 7ª Kompanie des II del 2° Bataillons/SS-Panzegrenadier-Regiment 35 della 16ª SS-Panzergrenadier-Division "Reichsführer SS".

### L'eccidio
A questo battaglione si deve l'eccidio di Sant'Anna di Stazzema, che causò l'uccisione di circa 560 civili. Il 19 agosto 1944 Sommer ricevette la Croce di Ferro di prima classe. Verso la fine della guerra, appartenne alla 23ª Divisione Panzergrenadier Volontari SS "Nederland".
Dopo la fine della guerra, Sommer gestì l'attività dell'azienda di esportazione di macchine di suo padre con il fratellastro per 40 anni, si sposò ed ebbe tre figli.

### Verdetto in Italia
Il 22 giugno 2005, Sommer e altri nove ex membri delle SS vennero condannati dal tribunale militare italiano di La Spezia alla pena dell'ergastolo e al pagamento di indennità di guerra per aver preso parte all'eccidio di Sant'Anna di Stazzema dell'agosto 1944. Sommer e quattro suoi camerati fecero appello, ma le sentenze furono confermate nel 2006 dal tribunale militare di Roma.

### Indagini in Germania
Nel 2002 in Germania vennero avviate delle indagini contro Sommer, senza tuttavia che venissero formalizzate delle accuse penali. Gabriela Heinecke, avvocato di Amburgo rappresentante gli italiani sopravvissuti al massacro, si vide negare ripetutamente l'accesso agli atti dalla procura tedesca. Nel maggio 2006, nell'ambito di una giornata nazionale di azione per il massacro di Sant'Anna dei Stazzema, 70 persone manifestarono davanti alla casa di riposo di Amburgo-Volksdorf doveva viveva Sommer. Nel maggio 2015, Sommer fu dichiarato non idoneo ad un processo dai pubblici ministeri tedeschi a causa di una profonda demenza.

### La morte
Sommer morì ad Amburgo il 22 febbraio del 2017 in una casa di riposo per anziani  chiamata "Sommerresidenz".